# Leipsic (Ohio)

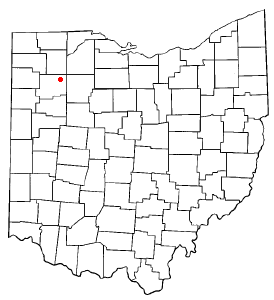
Leipsic na planie stanu Ohio

Leipsic – wieś w USA, w hrabstwie Putnam, w stanie Ohio.
Według danych z 2010 roku wieś miała 2093 mieszkańców.